# Lactuloză
Lactuloza este o dizaharidă laxativă, fiind utilizată în tratamentul constipației și a encefalopatiei hepatice. Calea de administrare disponibilă este cea orală.
Compusul a fost obținut pentru prima dată în anul 1929 și a fost utilizat în scopuri medicale începând cu anii 1950.Se află pe lista medicamentelor esențiale ale Organizației Mondiale a Sănătății. Este disponibil sub formă de medicament generic. Lactuloza este obținută din lactoză, care este o diazaharidă compusă din galactoză și glucoză.

## Utilizări medicale
Lactuloza este utilizată în:
- constipație, pentru reglarea ritmului fiziologic al colonului, la pacienții de orice vârstă, aplicabil și termen lung.[9][15]
- encefalopatie hepatică (porto-sistemică), mai exact în tratamentul și prevenirea comei sau precomei hepatice.

Se poate utiliza și pentru prevenirea hiperamoniemiei cauzate ca efect advers al administrării acidului valproic.
Este utilizată și în medicina veterinară.

## Mecanism de acțiune
Encefalopatia hepatică este cauzată de o condiție denumită hiperamoniemie (cantitate crescută de amoniac în sânge). Lactuloza leagă amoniacul (NH3) localizat la nivelul colonului și ajută astfel la eliminarea sa. La nivelul colonului, lactuloza suferă o degradare la compuși cu caracter acid, sub acțiunea florei intestinale, iar acizii transformă amoniacul liber în ioni amoniu (NH+
4), care nu pot redifuza în sânge.